# Hadena hethlandica
Hadena hethlandica är en fjärilsart som beskrevs av Otto Staudinger 1892. Hadena hethlandica ingår i släktet Hadena och familjen nattflyn. Inga underarter finns listade i Catalogue of Life.